# Pantofelek i róża
Pantofelek i róża – brytyjski film familijny z 1976 roku oparty na motywach bajki o Kopciuszku.

## Obsada
- Gemma Craven – Kopciuszek
- Rosalind Ayres – Isabella
- Richard Chamberlain – Książę Edward
- Kenneth More – Lord Chamberlain
- Michael Hordern – Król
- Christopher Gable – John
- Edith Evans – Królowa
- Margaret Lockwood – Macocha
- Annette Crosbie – Wróżka chrzestna

i inni